# Daria Antończyk
Daria Antończyk (ur. 16 grudnia 1983 w Jastrzębiu-Zdroju) – była polska bokserka, a następnie piłkarka, grająca na pozycji bramkarki, reprezentantka kraju. Brązowa medalistka bokserskich mistrzostw Polski oraz pięciokrotna mistrzyni Polski w piłce nożnej.

## Życiorys
Pochodzi ze sportowej rodziny. Boks oraz inne sporty walki uprawiali jej dziadek i ojciec. Ojciec grał również jako bramkarz. Trenowanie boksu rozpoczęła w czasie nauki w liceum w Imeksie Jastrzębie. W 2002 r. na mistrzostwach Polski w Zawierciu wywalczyła brązowy medal.
Po skończeniu szkoły średniej i rozpoczęciu studiów w Raciborzu zaprzestała jednak treningów w tej dyscyplinie. Powodem był brak klubu bokserskiego w tym mieście. Przez jakiś czas trenowała jeszcze pod okiem jednego z byłych pięściarzy, ale w końcu zrezygnowała. Jako pięściarka stoczyła ogółem dziesięć walk, z czego pięć wygrała.
Karierę bramkarki rozpoczęła przypadkowo. W czasie drugiego semestru studiów, podczas zajęć z piłki nożnej jedna z jej koleżanek została zaproszona na trening Unii Racibórz. Ta jednak nie chciała iść sama i wzięła ze sobą Darię. Początkowo występowała w ataku. Grając na tej pozycji pełniła nawet rolę kapitana drużyny. Po pewnym czasie jednak trener, Remigiusz Trawiński ustawił ją na bramce. Na tej pozycji zadebiutowała podczas halowych mistrzostw Polski w 2004. Występy w Unii Racibórz zaowocowały zdobyciem mistrzostwa Polski (pięć razy – w sezonie 2008/09, 2009/10, 2010/11, 2011/12 i 2012/13), halowego mistrzostwa Polski – cztery razy (2008, 2009, 2011 i 2012), Pucharu Polski – trzy razy (2009/10, 2010/11 i 2011/12) oraz występami w kadrze narodowej. Wraz z Unią Racibórz piłkarka brała także udział w rozgrywkach kobiecej Ligi Mistrzów. W sierpniu 2013 podpisała roczny kontrakt z Ajaksem Amsterdam. Po nieudanej przygodzie z holenderskim klubem została zawodniczką AZS PWSZ Wałbrzych, z którym w sezonie 2016/17 zajęła 3. miejsce w Ekstralidze kobiet. Po trzech latach gry w Wałbrzychu zdecydowała się zakończyć karierę piłkarską.